# Leksvik
Leksvik är en tätort i Indre Fosens kommun i Trøndelag fylke i mellersta Norge. Orten utgjorde tidigare centralort i dåvarande Leksviks kommun i Nord-Trøndelag fylke.